# 圣皮埃尔 (下莱茵省)
圣皮埃尔（法語：Saint-Pierre，法語發音：[sɛ̃ pjɛʁ] ⓘ）是法国下莱茵省的一个市镇，属于塞莱斯塔-埃尔什泰因区。

## 地理
圣皮埃尔（48°23'2"N, 7°28'15"E）面积3.21 平方千米，位于法国大東部大區下莱茵省，该省份为法国大陆部分最东部的省份，是阿尔萨斯的一部分，今与上莱茵省组成了阿尔萨斯欧洲集体，其南至上莱茵省，西南接孚日省和默尔特-摩泽尔省，西接摩泽尔省，北与德国接壤。
与圣皮埃尔接壤的市镇（或旧市镇、城区）包括：巴尔、艾绍芬、埃普菲格、米泰尔贝尔甘、什托蔡姆、泽尔维莱。

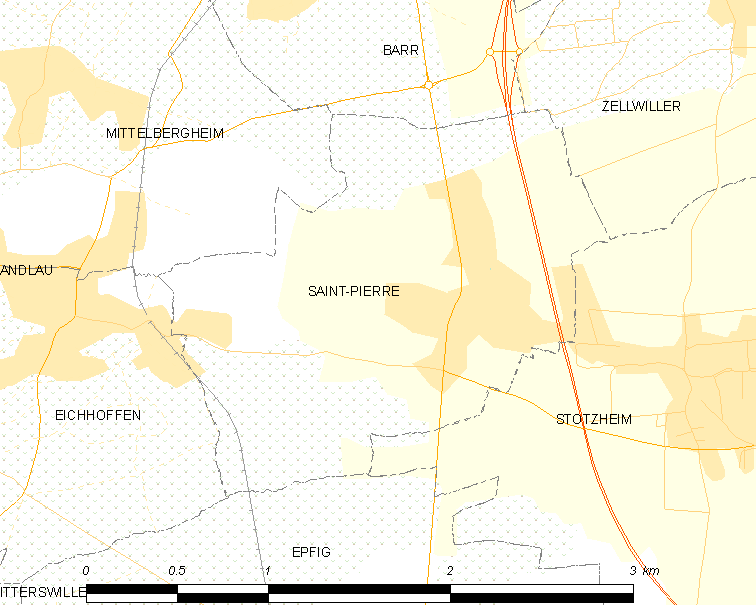
的OSM定位图

圣皮埃尔的时区为UTC+01:00、UTC+02:00（夏令时）。

## 行政
圣皮埃尔的邮政编码为67140，INSEE市镇编码为67429。

## 政治
圣皮埃尔所属的省级选区为奥贝奈县。

## 人口

1962-2008年间人口变化图示

圣皮埃尔于2022年1月1日时的人口数量为612人。